# Pršice
Pršice ali akarine (znanstveno ime Acari oz. Acarina) so velika in raznolika skupina pajkovcev, v katero uvrščamo preko 50.000 danes živečih opisanih vrst. Znana je predvsem po zajedavskih predstavnikih, med katerimi so najbolj znani klopi, pa tudi hišni pršici in drugih vrstah, ki povzročajo nevšečnosti človeku oz. njegovim domačim živalim ter gojenim rastlinam. Velik del pršic pa živi v tleh, kjer kot razkrojevalci in plenilci predstavljajo pomemben del ekosistema. Domnevajo, da po številu vrst in osebkov ne zaostajajo mnogo za žuželkami.
S pršicami se znanstveno ukvarja akarologija, specializirana disciplina arahnologije, s posebnim poudarkom na zajedavskih vrstah.

## Telesne značilnosti
Po telesnih značilnostih so v osnovi podobne ostalim pajkovcem - imajo štiri pare nog in telo deljeno v dve regiji: prosomo in opistosomo. Vendar pa je ta členjenost v veliki meri zabrisana, zadek je zelo reduciran in neopazen, tako da je na prvi pogled telesna regija samo ena. Zato opisujemo telesne regije pršic z izrazoma proterosoma (glava in oprsje s prvima dvema paroma nog) in histerosoma (preostanek oprsja in zadek).
Pri zajedavskih vrstah je število nog lahko reducirano, prav tako imajo samo tri pare nog ličinke. Zajedavske vrste imajo sesanju prilagojene ustne dele, medtem ko so pri plenilskih pipalke škarjaste ali kleščaste.

## Sistematika
Sistematika pršic je težavna iz več razlogov. Med njimi sta najpomembnejša majhna velikost, posledica katere je težavno preučevanje, in izjemna raznolikost v telesni zgradbi. Zaradi slednje se pojavlja domneva, da pršice sploh niso naravna (monofiletska) skupina, temveč da so se razvile ločeno iz nekaterih sorodnih skupin, v glavnem iz suhih južin.
Tradicionalno delimo pršice v dve podskupini:
- Acariformes - pršice v vsakdanjem pomenu besede. Večina se prehranjuje z odmrlim organskim materialom ali glivami, del pa je rastlinojedih. Za človeka so problematične vrste, ki živijo v njegovih bivališčih, saj so njihovi izločki znani povzročitelji alergije.
- Parasitiformes - zajedavske vrste (sem sodijo klopi), mnogo pa je tudi plenilskih.

Nekateri avtorji poleg teh dveh skupin kot enakovredno obravnavajo še majhno skupino Opilioacariformes, ki združuje zajedavske pršice, na pogled podobne suhim južinam (od tod ime). Po mnenju drugih sodijo v skupino Parasitiformes. Tudi taksonomski rang teh dveh oz. treh podskupin še ni splošno sprejet - nekateri jih obravnavajo kot nadredove, drugi pa kot redove.